# Traboch
Traboch [travˈɔx] ist eine Gemeinde im steirischen Liesingtal im  Bezirk Leoben mit 1417 Einwohnern (Stand 1. Jänner 2025).

## Geografie

### Gemeindegliederung
Das Gemeindegebiet umfasst folgende vier Ortschaften (in Klammern Einwohnerzahl Stand 1. Jänner 2025):
- Madstein (165)
- Stadlhof (209)
- Timmersdorf (540)
- Traboch (503)

Die Gemeinde besteht aus den Katastralgemeinden Madstein, Timmersdorf und Traboch.
Die Gemeinde gehört zum Gerichtsbezirk Leoben sowie zum Tourismusverband HerzBergLand.

### Nachbargemeinden
| Kammern im Liesingtal |                                             | St. Peter-Freienstein         |
|                       | Kompassrose, die auf Nachbargemeinden zeigt |                               |
| St. Stefan ob Leoben  |                                             | St. Michael in Obersteiermark |

### Gewässer
Bedeutendstes Gewässer in Traboch ist die Liesing, die von Westen kommend auf dem Gebiet der Gemeinde in einem Bogen nach Süden fließt und nach etwa 5,1 km den Ort wieder verlässt. Weiteres Fließgewässer ist der insgesamt rund 4,6 km lange Veitscherbach, der im ehemaligen Gemeindegebiet von Gai, nunmehr von Trofaiach im Veitscherwald entspringt und im Norden des Trabocher Gemeindegebiets erst den künstlich gestauten Trabocher See durchfließt. Nach Eintritt in das Liesingtal fließt der Veitscherbach zwischen Stadlhof und Madstein in die Liesing.

## Geschichte
Die erstmalige urkundliche Nennung des Ortsnamens Traboch als Trevoch stammt aus dem Jahre 1150.
Der Ort wurde in der Vergangenheit immer wieder von schweren Hochwässern heimgesucht.

## Kultur und Sehenswürdigkeiten

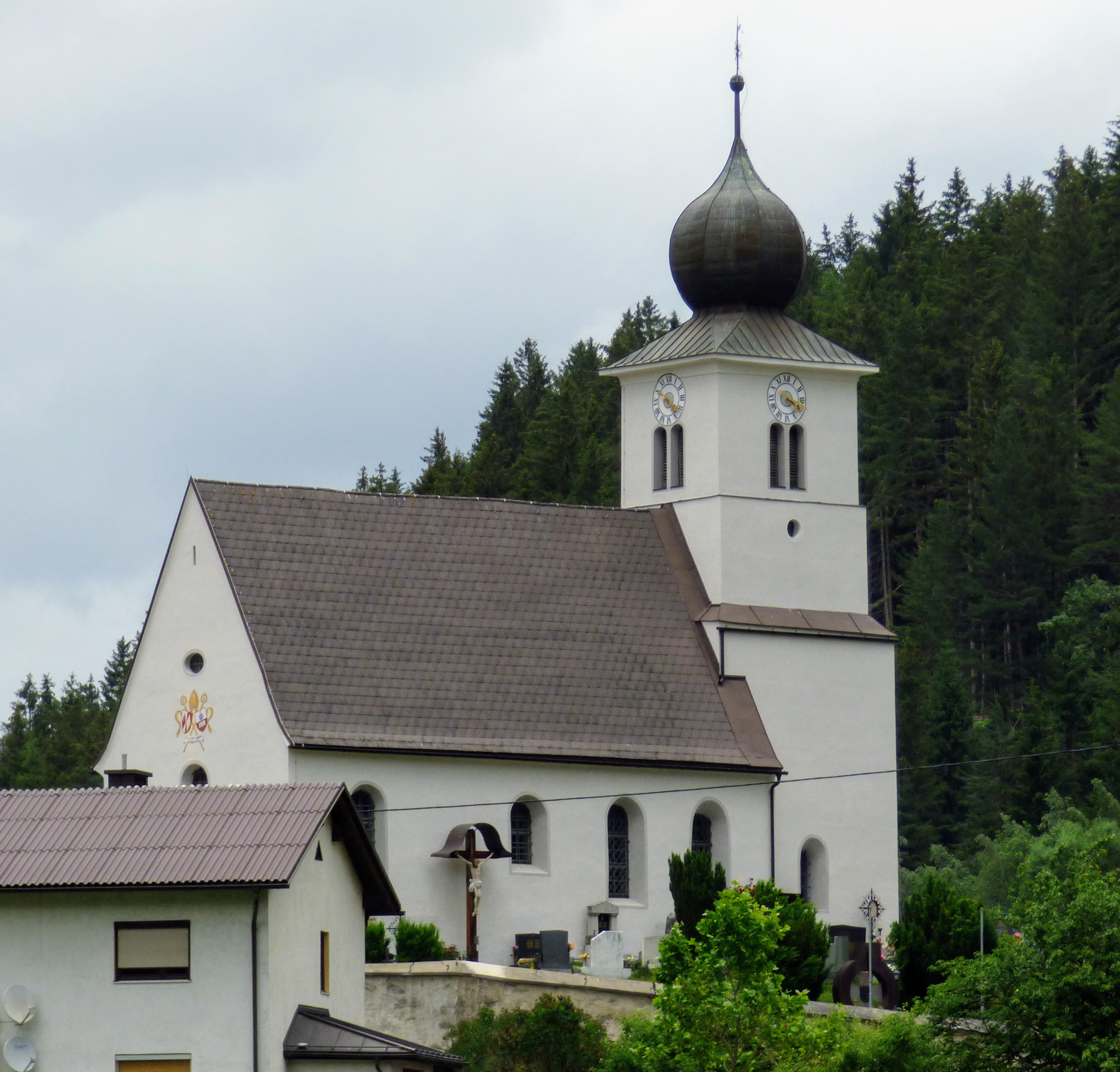
Pfarrkirche Traboch

- Katholische Pfarrkirche Traboch hl. Nikolaus: Die im Kern romanische Kirche wurde in späterer Zeit mehrmals erweitert.
- Im Ortszentrum befindet sich der Eisenhof, ein stattlicher Bau mit Biedermeierfassade, der auf dem Rundportal mit 1820 bezeichnet ist.

## Wirtschaft und Infrastruktur
Die Gemeinde Traboch ist gemessen an ihrer Größe mit ca. 110 Betriebsstätten und rund 850 Arbeitsplätzen ein starker Wirtschaftsstandort. Als Zeichen dessen erhielt die Gemeinde mehrfach, zuletzt 2016, die von der Steirischen Wirtschaftskammer vergebene Auszeichnung Goldener Boden – Wirtschaftsfreundlichste Gemeinde der Steiermark.
Im Jahr 2011 wurde die Gemeinde Traboch vom Gemeindemagazin public und dem Kommunalen Dokumentationszentrum (KDZ) hinsichtlich ihrer Attraktivität als Wirtschaftsstandort auf Platz 35 aller österreichischen Gemeinden gesetzt. Seit 2006 wuchs das Kommunalsteueraufkommen um 133,9 % und wuchs auch 2015 entgegen dem Trend.

### Verkehr
Traboch liegt an der Schoberpassstrecke der Rudolfsbahn. Die Eisenbahnhaltestelle in Traboch wurde von den Österreichischen Bundesbahnen aber ab Dezember 2006 nicht mehr bedient und mit Fahrplanwechsel 2008/2009 endgültig aufgelassen. Der Ort ist seitdem öffentlich nur noch mit Postbussen erreichbar. Der nächste Bahnhof befindet sich rund 4 Kilometer von Traboch im Bahnknotenpunkt St. Michael, wo neben den Regionalzügen auch InterCity- und EuroCity-Züge der Linien von Graz nach Linz, Salzburg und Innsbruck halten. Ein weiterer größerer Bahnhof ist der rund 13 km entfernte Leobener Hauptbahnhof, wo zusätzlich die Züge der Bahnlinie Wien–Klagenfurt erreicht werden können.
Die Gemeinde liegt an der Schoberpass Straße B 113. Auch befindet sich in der Gemeinde der Ausgangspunkt der nach Steyr in Oberösterreich führenden Eisenstraße (B115). Zudem verfügt der Ort über eine Anschlussstelle an die Pyhrn Autobahn A 9.

### Sport und Freizeit
- Schwimmen:

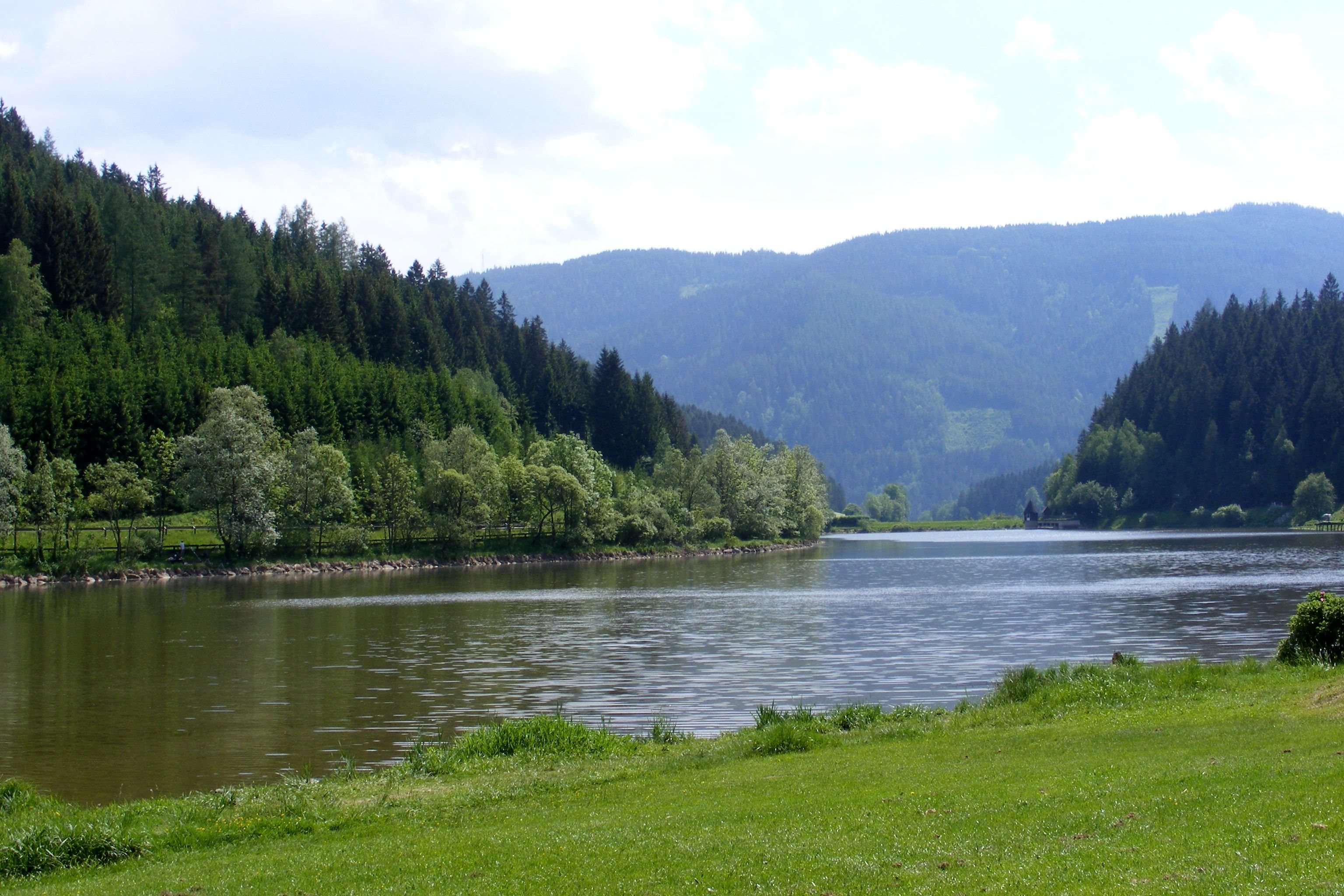
Trabocher See Richtung Süden

Als Naherholungsgebiet – auch für die umliegenden Gemeinden und die Bezirkshauptstadt Leoben – gilt der unweit des Ortes gelegene Trabocher See, ein in den 1960er Jahren künstlich angelegter Badesee.
- Flugsport:

Im Ortsteil Timmersdorf befindet sich ein besonders in Fachkreisen bekannter, vom Alpine-Sportflieger-Club Leoben betriebener Flugplatz (LOGT) mit idealen Bedingungen für den Segelflugsport. Der Flugplatz gehört zu den wenigen österreichischen Plätzen, von denen aus schon Flüge über 1000 km und andere Rekordflüge erfolgreich gestartet wurden.
Die besonderen geographischen Bedingungen, wie etwa breite Täler mit guten Außenlandemöglichkeiten und einzelne freistehende Berge, machen es auch unerfahrenen Piloten leicht, sich an das Fliegen im Gebirge zu gewöhnen. Ebenso gilt als Besonderheit, dass in Timmersdorf zu fast allen Jahreszeiten „Welle“ geflogen werden kann: Unmittelbar nach Durchzug von Kaltfronten aus Nordwest bilden sich an den umliegenden Bergen häufig auch bei niederen Windgeschwindigkeiten Wellen, die fallweise schon mitten im Sommer „Diamanthöhen“, also einen Höhengewinn von mindestens 5000 m, bringen können.

## Politik

### Gemeinderat
- Der Gemeinderat setzte sich nach den Wahlen von 2020 wie folgt zusammen: 12 ÖVP, 2 SPÖ und 1 FPÖ.[6]
- Der Gemeinderat setzt sich nach den Wahlen von 2025 wie folgt zusammen: 8 ÖVP, 4 FPÖ und 3 SPÖ.[7]

### Bürgermeister
- 1990–2014 Franz Toblier (ÖVP)[8]
- 2014–2025 Joachim Lackner (ÖVP)[9]
- seit 2025 Martin Schuchaneg (ÖVP)[10]

### Gemeindepartnerschaften
- Seit 10. Juli 1982 besteht eine Gemeinde-Partnerschaft mit der Stadt Löwenstein im deutschen Bundesland Baden-Württemberg.

## Persönlichkeiten

### Ehrenbürger der Gemeinde
- 1969: Franz Wegart (1918–2009), Landesrat[11]
- 1985: Hans Gross (1930–1992), Landeshauptmann-Stellvertreter
- 1992: Gernot Hochfellner, Ortschronist
- 2001: Waltraud Klasnic (* 1945), Landeshauptfrau
- 2014: Franz Toblier, Altbürgermeister von Traboch
- 2019: Hermann Schützenhöfer, Landeshauptmann
- 2020: Franz Loschat, Altvizebürgermeister von Traboch[12]

### Mit der Gemeinde verbundene Persönlichkeiten
- Harald Rodlauer (* 1966), Skispringer und Skisprungtrainer
- Walter Schachner (* 1. Februar 1957), Fußballspieler, Fußballtrainer